# Шартрез (лікер)

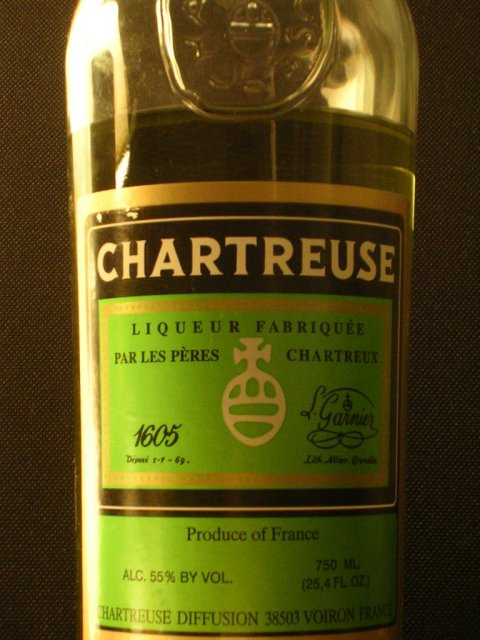
Пляшка зеленого Шартрез

Шартре́з (фр. Chartreuse) — французький лікер, виготовлений ченцями картезіанського ордена у винних льохах Вуарона в Ізері, на кордоні гірського масиву Шартрез.

## Різновиди
Існуює три основні різновиди лікеру Шартрез:
- Зелений Шартрез: має унікальний колір завдяки настою з 130 трав, що входить в його склад (в основному, зелений пігмент це хлорофіл). Міцність напою 55 %. Його вживають з льодом після їжі, як дигестив або в коктейлях;
- Жовтий Шартрез: виготовлений з тих же трав, що і зелений, проте в інших пропорціях. Він солодший та не настільки міцний (міцність 40 %). Пігмент, що визначає колір напою — шафран;
- Рослинний еліксир Гранд-шартрез: Виготовлений відповідно до оригінального рецепту, який був розроблений у 1605 році. Його міцність 69 %. Вживається у грогах, настойках або зі шматочком цукру;

Також існують особливі види Шартреза:
- Шартрез V.E.P. (Vieillissement Exceptionnellement Prolonge): виготовлений по тому ж самому рецепту що і традиційний Шартрез, проте має особливо тривалу витримку в дубових бочках, завдяки чому досягається виняткова якість продукту. Шартрез V.E.P. виготовляється у двох варіантах — Зелений (міцність 54 %) та Жовтий (міцність 42 %). Розливається в пронумеровані пляшки, дизайн яких копіює зразки 1840 року, а кришка заливається воском. Шартрез V.E.P. вперше представлений у 1963 році;
- Лікер 900-ліття: був створений у 1984 році на честь 900-ліття заснування монастиря Гранд Шартрез. Лікер, міцністю, 47 % за своїми якостями аналогічний до різновиду Зелений Шартрез, проте солодший. Він був представлений в ювілейних пронумерованих пляшках об'ємом 70 сантилітрів. Саме такі пляшки використовувалися у XIX столітті;
- Шартрез 1605: щоб відзначити 400-ліття передачі манускрипту з описом рецепту картезіанцям, ченці відродили «лікер з еліксиру» (місцість 56 %). Має смак більш близький до першого Зеленого Шартрезу, та з більш насиченим смаком;